# Ægteskabets tornefulde Vej
Ægteskabets tornefulde Vej er en stumfilm fra 1913 instrueret af Sofus Wolder efter manuskript af Lars Svenné Langkjær.